# RuPaul's Drag Race (mùa 9)
Mùa thứ chín của chương trình truyền hình thực tế RuPaul's Drag Race khởi chiếu từ ngày 24 tháng 3 năm 2018 trên kênh VH1. Danh sách thí sinh được công bố vào ngày 2/2/2017. Thí sinh cũ từ mùa 8 là Cynthia Lee Fontaine cũng quay trở lại trong mùa này. Giải thưởng cho người chiến thắng là được sử dụng mỹ phẩm của Anastasia Beverly Hills trong vòng một năm, kèm với tiền mặt trị giá 100.000 USD. Thí sinh chiến thắng mùa thi này là Sasha Velour.

## Thí sinh
| Thí sinh             | Tuổi | Quê quán                | Thứ tự    |
| -------------------- | ---- | ----------------------- | --------- |
| Sasha Velour         | 29   | Brooklyn, New York      | Quán quân |
| Peppermint           | 37   | New York, New York      | Á quân    |
| Shea Couleé          | 27   | Chicago, Illinois       | Hạng 3/4  |
| Trinity Taylor       | 31   | Orlando, Florida        | Hạng 3/4  |
| Alexis Michelle      | 32   | New York, New York      | Hạng 5    |
| Nina Bo'nina Brown   | 34   | Riverdale, Georgia      | Hạng 6    |
| Valentina            | 25   | Echo Park, California   | Hạng 7    |
| Farrah Moan          | 23   | Las Vegas, Nevada       | Hạng 8    |
| Aja                  | 22   | Brooklyn, New York      | Hạng 9    |
| Cynthia Lee Fontaine | 35   | Austin, Texas           | Hạng 10   |
| Eureka               | 25   | Johnson City, Tennessee | Hạng 11   |
| Charlie Hides        | 52   | Boston, Massachusetts   | Hạng 12   |
| Kimora Blac          | 27   | Las Vegas, Nevada       | Hạng 13   |
| Jaymes Mansfield     | 26   | Milwaukee, Wisconsin    | Hạng 14   |

## Bảng loại trừ
| Thí sinh             | Tập     | Tập       | Tập       | Tập       | Tập       | Tập       | Tập       | Tập       | Tập       | Tập       | Tập       | Tập     | Tập    | Tập       |
| Thí sinh             | 1       | 2         | 3         | 4         | 5         | 6         | 7         | 8         | 9         | 10        | 11        | 12      | 13     | 14        |
| -------------------- | ------- | --------- | --------- | --------- | --------- | --------- | --------- | --------- | --------- | --------- | --------- | ------- | ------ | --------- |
| Sasha Velour         | CAO     | An toàn   | An toàn   | THẮNG     | An toàn   | CAO       | THẤP      | CAO       | THẮNG     | CAO       | CAO       | An toàn | Khách  | QUÁN QUÂN |
| Peppermint           | An toàn | An toàn   | CAO       | THẤP      | CAO       | Nguy hiểm | An toàn   | THẮNG     | CAO       | An toàn   | Nguy hiểm | An toàn | Khách  | Á QUÂN    |
| Shea Couleé          | An toàn | CAO       | An toàn   | THẮNG     | THẮNG     | An toàn   | CAO       | CAO       | THẮNG     | Nguy hiểm | THẮNG     | An toàn | Khách  | LOẠI      |
| Trinity Taylor       | An toàn | CAO       | THẮNG     | Nguy hiểm | An toàn   | An toàn   | THẮNG     | THẤP      | CAO       | THẮNG     | THẤP      | An toàn | Khách  | LOẠI      |
| Alexis Michelle      | An toàn | An toàn   | An toàn   | CAO       | CAO       | THẮNG     | An toàn   | Nguy hiểm | THẤP      | THẤP      | LOẠI      |         | Khách  | Khách     |
| Nina Bo'nina Brown   | THẮNG   | An toàn   | An toàn   | An toàn   | THẤP      | CAO       | Nguy hiểm | An toàn   | Nguy hiểm | LOẠI      |           |         | Khách  | Khách     |
| Valentina            | An toàn | THẮNG     | CAO       | CAO       | An toàn   | An toàn   | CAO       | An toàn   | LOẠI      |           |           |         | Miss C | Khách     |
| Farrah Moan          | An toàn | An toàn   | THẤP      | CAO       | Nguy hiểm | THẤP      | An toàn   | LOẠI      |           |           |           |         | Khách  | Khách     |
| Aja                  | An toàn | An toàn   | Nguy hiểm | CAO       | An toàn   | An toàn   | LOẠI      |           |           |           |           |         | Khách  | Khách     |
| Cynthia Lee Fontaine |         | An toàn   | An toàn   | An toàn   | Nguy hiểm | LOẠI      |           |           |           |           |           |         | Khách  | Khách     |
| Eureka               | CAO     | An toàn   | An toàn   | An toàn   | RỜI       |           |           |           |           |           |           |         | Khách  | Khách     |
| Charlie Hides        | An toàn | THẤP      | An toàn   | LOẠI      |           |           |           |           |           |           |           |         | Khách  | Khách     |
| Kimora Blac          | An toàn | Nguy hiểm | LOẠI      |           |           |           |           |           |           |           |           |         | Khách  | Khách     |
| Jaymes Mansfield     | An toàn | LOẠI      |           |           |           |           |           |           |           |           |           |         | Khách  | Khách     |

      Thí sinh thắng RuPaul's Drag Race.
     Thí sinh về nhì
     Thí sinh bị loại trong vòng 1 của màn lip sync
     Thí sinh đạt danh hiệu "Hoa hậu thân thiện" (Miss Congeniality)
     Thí sinh thắng thử thách (THẮNG)
     Thí sinh nhận đánh giá tích cực, an toàn (An toàn)
     Thí sinh nhận đánh giá, an toàn (An toàn)
     Thí sinh nhận đánh giá tiêu cực, an toàn (THẤP)
     Thí sinh rơi vào nhóm nguy hiểm (NH)
     Thí sinh bị loại (LOẠI)
     Thí sinh rời cuộc thi vì lí do sức khỏe
     Thí sinh quay lại làm khách mời